# Spilosoma vulpinaria
Spilosoma vulpinaria är en fjärilsart som beskrevs av Carl von Linné 1758. Spilosoma vulpinaria ingår i släktet Spilosoma och familjen björnspinnare. Inga underarter finns listade i Catalogue of Life.